# Westchester (Illinois)
Westchester es una villa ubicada en el condado de Cook en el estado estadounidense de Illinois. En el Censo de 2020 tenía una población de 16892 habitantes y una densidad poblacional de 1.768,80 personas por km².

## Geografía
Westchester se encuentra ubicada en las coordenadas 41°50′57″N 87°53′26″O / 41.84917, -87.89056. Según la Oficina del Censo de los Estados Unidos, Westchester tiene una superficie total de 9.55 km², de la cual 9.55 km² corresponden a tierra firme y (0%) 0 km² es agua.

## Demografía
Según el censo de 2010, había 16718 personas residiendo en Westchester. La densidad de población era de 1.751,18 hab./km². De los 16718 habitantes, Westchester estaba compuesto por el 74.37% blancos, el 14.29% eran afroamericanos, el 0.26% eran amerindios, el 3.97% eran asiáticos, el 0.04% eran isleños del Pacífico, el 5.28% eran de otras razas y el 1.79% pertenecían a dos o más razas. Del total de la población el 14.86% eran hispanos o latinos de cualquier raza.

## Educación
El Distrito 209 de Escuelas Secundarias del Municipio de Proviso gestiona escuelas preparatorias.